# Dannovi Quiñones
Dannovi Quiñones Quiñones (Tumaco, Nariño; 5 de enero de 2001) es un futbolista colombiano. Juega como mediocampista defensivo en Once Caldas de la Primera División de Colombia.

## Trayectoria
El volante tumaqueño estuvo 3 años en las divisiones menores del Once Caldas.
Debutó en el fútbol profesional el 18 de enero del 2021, cuando su equipo visitó al Roque Saenz Peña en Colombia. Aquel compromiso finalizó en empate a un gol.
El lunes 15 de noviembre marcó su primer gol como profesional, en la victoria de su equipo 2-1 sobre Independiente Santa Fe en la jornada 19.

### Rosario Central
Ya con el Torneo Finalización iniciado, llegó la noticia de que Dannovi se convertiría en nuevo jugador del Club Atlético Rosario Central de Argentina, en donde se desarrollaba el último día del mercado de pases de dicho país. Al día siguiente fue anunciado por los medios oficiales del club, informando un contrato a préstamo con opción de compra para el volante colombiano.
Su primer partido con la camiseta de Central fue el día 15 de septiembre, cuando ingresó a los 30 minutos del segundo tiempo en lugar de Tomás O'Connor, en lo que fue la derrota por 2 a 1 frente a Colón de Santa Fe por la fecha 4 de la Copa de la Liga.
El día 16 de diciembre Rosario Central venció por 1 a 0 a Platense en el Estadio Madre de Ciudades, coronándose campeón de la Copa de la Liga Profesional 2023; Quiñonez no disputó la final pero si formó parte del banco de suplentes, a diferencia de los partidos de cuartos de final y semifinal de la copa, que ingresó en el segundo tiempo de cada uno.

## Estadísticas

#### Clubes
Actualizado al último partido disputado el 9 de diciembre de 2023.
| Club                                                     | Div.          | Temporada     | Liga  | Liga  | Copas Nacionales(1) | Copas Nacionales(1) | Copas Internacionales | Copas Internacionales | Total | Total |
| Club                                                     | Div.          | Temporada     | Part. | Goles | Part.               | Goles               | Part.                 | Goles                 | Part. | Goles |
| -------------------------------------------------------- | ------------- | ------------- | ----- | ----- | ------------------- | ------------------- | --------------------- | --------------------- | ----- | ----- |
| Once Caldas · Colombia                                   | 1.ª           | 2021          | 17    | 1     | 1                   | 0                   | —                     | —                     | 18    | 1     |
| Once Caldas · Colombia                                   | 1.ª           | 2022          | 34    | 1     | 2                   | 0                   | —                     | —                     | 36    | 1     |
| Once Caldas · Colombia                                   | 1.ª           | 2023          | 15    | 1     | 2                   | 0                   | —                     | —                     | 17    | 1     |
| Once Caldas · Colombia                                   | Total club    | Total club    | 66    | 3     | 5                   | 0                   | 0                     | 0                     | 71    | 3     |
| Rosario Central Argentina                                | 1.ª           | 2023          | —     | —     | 7                   | 0                   | —                     | —                     | 7     | 0     |
| Rosario Central Argentina                                | 1.ª           | 2024          | 0     | 0     | 0                   | 0                   | 0                     | 0                     | 0     | 0     |
| Rosario Central Argentina                                | Total club    | Total club    | 0     | 0     | 7                   | 0                   | 0                     | 0                     | 7     | 0     |
| Total carrera                                            | Total carrera | Total carrera | 66    | 3     | 12                  | 0                   | 0                     | 0                     | 78    | 3     |
| (1) Incluye Copa Colombia y Copa de la Liga Profesional. |               |               |       |       |                     |                     |                       |                       |       |       |

## Palmarés

### Campeonatos nacionales
| Título                      | Equipo          | País      | Año  |
| --------------------------- | --------------- | --------- | ---- |
| Copa de la Liga Profesional | Rosario Central | Argentina | 2023 |